# Stazione di Denno
La stazione di Denno è una stazione ferroviaria della linea Trento-Malé-Mezzana, inaugurata nel 1960 in sostituzione della preesistente tranvia che si trova nel comune di Denno.

## Strutture e impianti
Il fabbricato viaggiatori è una costruzione in muratura. Si sviluppa su due livelli di cui solo il piano terra è fruibile da parte dei viaggiatori.
Il piazzale è composto da due binari: il secondo è di corsa il primo viene usato per le eventuali precedenze.

## Movimento
La stazione è servita dalle relazioni Trentino Trasporti esercizio Trento FTM – Malé e Trento FTM – Mezzana, ad eccezione di alcune corse dirette.

## Servizi
La stazione dispone di:
- Biglietteria self-service
- Sala d'attesa